# Neckera lineolata
Neckera lineolata là một loài rêu trong họ Neckeraceae. Loài này được (Duby) Müll. Hal. mô tả khoa học đầu tiên năm 1850.